# سعدون الزبيدي

ويلي براندت (يسار) ، سعدون الزبيدي (وسط) صدام حسين (يمين) في عام 1990

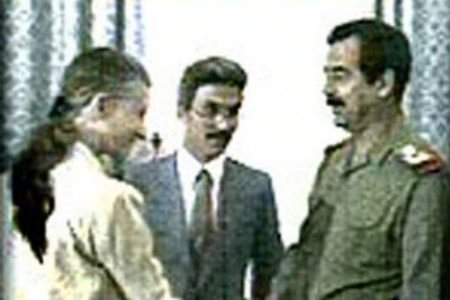
سعدون الزبيدي (وسط) بحضور صدام حسين 25 يوليو 1990 اجتماع مع أبريل غلاسبي ، ثم-سفير الولايات المتحدة لدى العراق

سعدون الزبيدي كان أستاذ في جامعة بغداد درس الأدب الإنجليزي في إنجلترا، اشتهر بصفته مترجم الرئيس العراقي السابق صدام حسين. وهو علماني رفض تحديد نفسه سني أو شيعي.

## مترجم
ظهر الزبيدي بصورة متكررة اساسياً بجانب صدام حسين على شاشات التلفزيون في جميع أنحاء العالم وكان حاضراً في عدة اجتماعات رفيعة المستوى بين صدام والشخصيات الأجنبية خلال الحرب العراقية-الإيرانية في العراق وغزو الكويت في عام 1991 وحرب الخليج و الأشهر التي سبقت الغزو الأمريكي للعراق في عام 2003. عضو منخفض المستوى من حزب البعث العراقي الزبيدي كان شاهداً على بعض المحادثات المهمة لصدام، بما في ذلك الأجتماع المثير للجدل في 25 يوليو 1990 بين صدام والسفيرة الأمريكية أبريل غلاسبي أيام فقط قبل غزو العراق للكويت. كما ترجم على نطاق واسع تصريحات صدام حسين خلال أجتماع الرئيس العراقي في آب / أغسطس 23, 1990 مع الرهائن الغربيين الذين كان العراق قد رفض تأشيرات خروجهم عقب أزمة الخليج العربي.

## السفير العراقي إلى إندونيسيا (1995-2001)
خدم الزبيدي سفيراُ للعراق في اندونيسيا في 1995-2001، وهي الفترة التي تحدى فيها علناً نظام عقوبات الامم المتحدة ضد العراق. ونتيجة لذلك، حصل الزبيدي على لقب "صوت العرب"، مستوحاة من برنامج شعبي إذاعي مقره القاهرة الذي يحمل نفس الاسم والتي هللت للعروبة وعارضت الحكم الأجنبي خلال الخمسينيات والستينيات.

## مكان وجوده الحالي
ظهر الزبيدي من الغموض التي فرضها على نفسه في عام 2005 لتقديم المشورة للمفاوضين السنة في محادثات بشأن صياغة الدستور العراقي. وقال انه تم أستهدافه على وجه التحديد من قبل العديد من الميليشيات والشركات التابعة لتنظيم القاعدة. اعتباراً من مارس 2008، عاش الزبيدي في العاصمة الأردنية عمان.